# Divé maky
Divé maky je občanské sdružení působící na Slovensku, které podporuje nadané a talentované romské děti a mládež ze znevýhodněného prostředí ve vzdělávání. Vzniklo v roce 2005.

## Cíle
Občanské sdružení se svou stipendijní a další podporou podílí na formování budoucnosti romských dětí, buduje tak pozitivní vzory v jejich komunitě a zlepšuje skrze vzdělání a rozvoj talentu jejich společenské postavení. 

## Podpora a zapojení
Podpora nadaných romských žáků a studentů probíhá formou finančních stipendií, mentoringu nebo tutoringu/doučování, workshopů nebo letních škol. Přihlásit do programu se může samotný žák či student, doporučit na stipendium ho může učitel, rodič, soused nebo sociální pracovník. Každý stipendista prochází dvoukolovým výběrovým řízením, a pokud mu je stipendium přiznáno a najde se dárce, jenž ho podpoří, má svého mentora. Stipendisté se zároveň mohou jako mentoři či tutoři věnovat svým mladším následovníkům.

## Statistika projektu
Za 18 let bylo uděleno cca 800 jednoletých stipendií, z nichž vzešlo více než 300 úspěšných absolventů.

## Jiné
- Společně s dalšími nevládními organizacemi, například Amnesty International, se sdružení zasazuje o zastavení prostorové segregace romských žáků na Slovensku.[7]
- Stipendisté se pravidelně u příležitosti Mezinárodního dne Romů setkávali s prezidentkou Zuzanou Čaputovou.[8]

## Vybraní podporovatelé a spolupracovníci
- Adéla Banášová Vinczeová – „adoptovala“ chlapce Michala Jarku, který se věnoval řezbářství u Milana Krajňáka.[9][10]
- Ladislav Cmorej – choreograf Národního divadla moravskoslezského[11]